# موسى ماكدونالد
موسى ماكدونالد (بالإنجليزية: Moses Macdonald)‏ هو محامي وسياسي أمريكي، ولد في 8 أبريل 1815 في الولايات المتحدة، وتوفي في 18 أكتوبر 1869 في ساكو في الولايات المتحدة. حزبياً، نشط في الحزب الديمقراطي. وقد انتخب أمين صندوق الدولة ‏ وانتخب عضو مجلس ولاية مين وانتخب عضو مجلس النواب الأمريكي.